# Vladimir Karalić
Vladimir Karalić (ur. 22 marca 1984 w Belgradzie) – bośniacki piłkarz grający na pozycji napastnika. W 2007 roku zaliczył jeden występ w reprezentacji swojego kraju.